# La Bernerie-en-Retz
La Bernerie-en-Retz (bret. Kerverner-Raez, gallo Bèrneriy) – miejscowość i gmina we Francji, w regionie Kraj Loary, w departamencie Loara Atlantycka.
Według danych na rok 2010 gminę zamieszkiwało 2564 osoby, a gęstość zaludnienia wynosiła 422 osoby/km².